# Črnopikčasta kuščarica
Črnopikčasta kuščarica (znanstveno ime Algyroides nigropunctatus) je endemit balkanskega polotoka, saj se njeno življenjsko območje razteza od Jonskega morja prek vzhodnih obal Jadrana do Slovenije. V Sloveniji živi na Primorskem, kjer je redka, saj tukaj doseže severno mejo razširjenosti. Živi do 500 metrov nadmorske višine. Prehranjujejo se z žuželkami in pajki.

## Opis
Dolžina je sedem centimetrov, rep je običajno še dvakrat daljši. Pri samcih je spodnja stran rumenkasto do oranžnordeče obarvana in se ostro loči od svetlomodrega grla. Pri mlajših primerkih je trebušna stran svetlejša, včasih rahlo zelenkasta ali modrikasta. Grlo je vidno, tudi če kuščarice nimamo v rokah. Modro je tudi oko. Zgornja stran je rjavkasto ali sivkasto obarvana z drobnimi črnimi pikicami.
Značilnost roda Algoyroides (gredljasta kuščarica), ki mu pripada tudi črnopikčasta kuščarica, so luske na hrbtu, ki so velike in ploske, romboidne oblike. Luske se prekrivajo kot strešniki in so na otip robate. Značilnost te vrste pa je ta, do ima vzdolž hrbta 10-12 vrst teh lusk. Druge luske so nekoliko manjše.
Obstaja tudi temnejši različek, ki je posledica med kuščarji redke mutacije v genu za izražanje melanina. T. i. melanistična črnopikčasta kuščarica ima povsem črn hrbet, brez razpoznavnega vzorca, temno modro grlo, pri strani malce oranžno, ter temen, sivkasto moder trebuh; ob strani telesa in nog je rumenkasta. V Sloveniji je bil takšen primerek prvič opažen 10. marca 2011 na klifu ob reki Dragonji.

## Bivališče
Živi v različnih habitatih, ustrezajo ji kamnita grmišča, zaraščene stene, kamniti nasipi in terase ter kamnite ograje. Je dobra plezalka. Zaradi svoje obarvanosti je dobro opazna predvsem na svetlejših skalah.

## Razmnoževanje
V času parjenja samci razkazujejo svoje živomodro obarvane vratove in ognjenooranžne trebuhe s čimer prepričujejo samice, da so prav oni tisti, s katerimi se je vredno pariti. Zležejo 2-3 jajci.